# Xeno-
Xeno- (og xen) er afledt af det græske ξένος (xénos, udtales ksenos) og betyder "gæst" eller "fremmed".

## Afledte ord
- Xenobiologi – liv i rummet
- Xenodoksi – kætteri
- Xenofili – beundring for alt udenlandsk
- Xenofobi – sygelig angst for udlændinge
- Xenografi – at skrive på et fremmed sprog som man ikke har lært
- Xenokrati – fremmedherredømme
- Xenotransplantation – transplantation af organer på tværs af arter